# Berzée
Berzée (en wallon Berzeye) est une section de la ville belge de Walcourt située en Wallonie dans la province de Namur.
La commune est bornée au nord par Nalinnes (Hainaut), à l'est par Thy-le-Château, au sud par Rognée, et à l'ouest par Thuillies et Cour-sur-Heure (Hainaut). Elle est traversée par l'Eau d'Heure.
C'était une commune à part entière avant la fusion des communes de 1977.

## Étymologie
XIIe siècle Berezeis.
L’origine du nom de Berzée n’est pas clairement établie. Selon Carnoy et Herbillon, Berzée serait les propriétés (suffixe -iacas) de Berico, anthroponyme gaulois,.
Selon Carnoy seul, ça pourrait être aussi celles de Berthso, anthroponyme germanique, hypocoristique de Berhto, ou des Bircius, gentilice romain.
Toujours selon Carnoy, une troisième hypothèse moins sûre, donnerait comme origine une bergerie (suffixe -acum « lieu des », bas latin *berbex, latin ueruex « brebis ») (?)

## Évolution démographique
- Source: DGS, 1831 à 1970=recensements population, 1976= habitants au 31 décembre

## Histoire

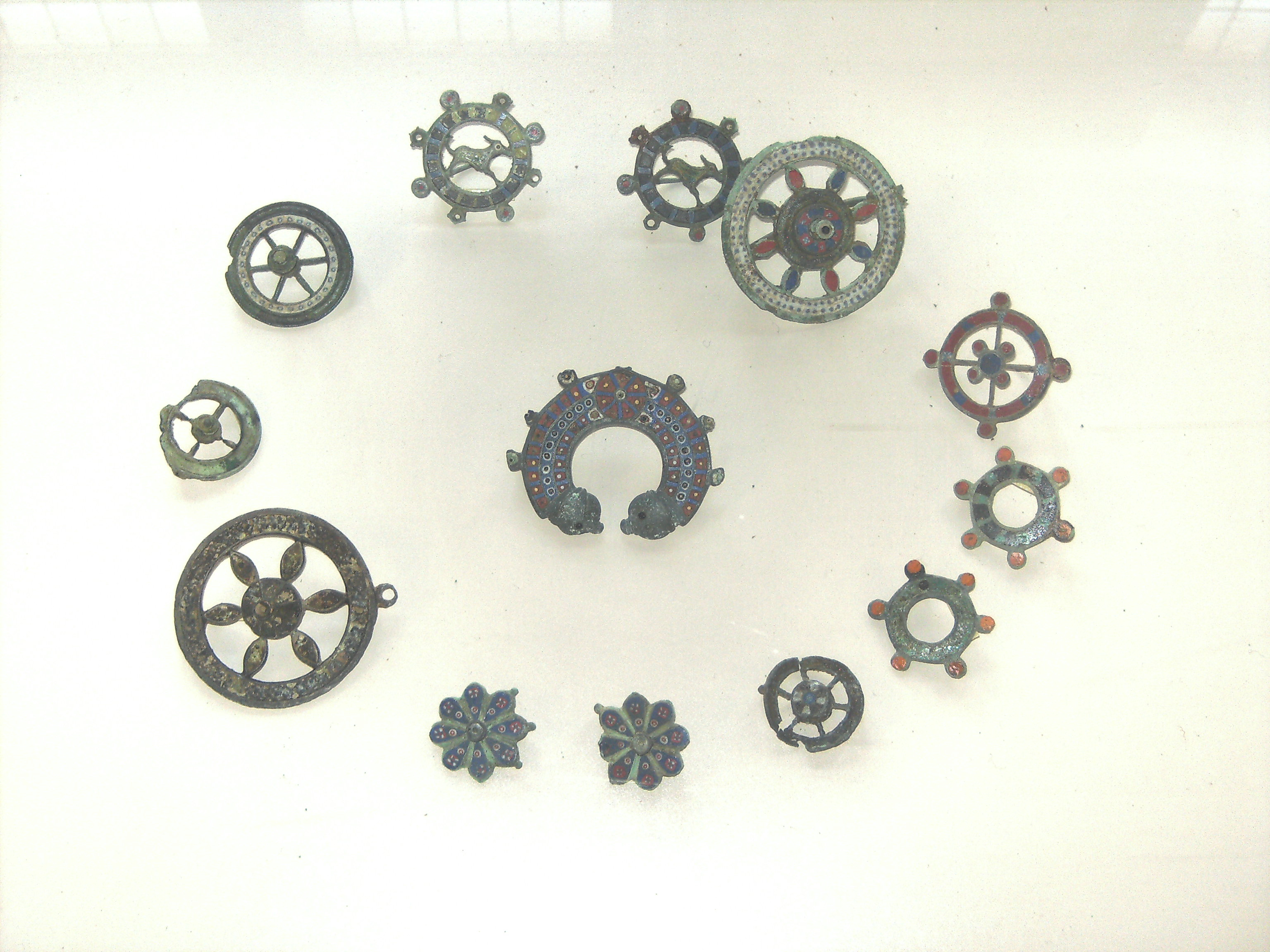
Fibules découvertes dans le cimetière gallo-romain des Villers et conservées au musée archéologique de Namur.

On a retrouvé ici 700 tombes de l’époque romaine aux Villées, probablement une dépendance de la villa de Rognée, toute proche.
Le village entre avant 869 dans le domaine de la puissante abbaye de Lobbes tandis qu’au XIIIe siècle, la seigneurie est tenue en fief de Thy-le-Château, au comté de Namur. Ses premiers seigneurs doivent descendre d’une branche cadette de la maison de Walcourt, si l'on en croit leurs armoiries. En 1225, Jean de Berzée offre des biens à l’abbaye d’Aulne, qui en 1243 obtient le patronat de l’église et une partie des dîmes; une autre partie est, un demi-siècle plus tard, aux mains de l’abbaye de Val-Saint-Georges, près de Namur.
Au XVe siècle, la seigneurie passe aux Oultremont puis aux Berlo. Jacques de Berlo épouse Claude de Namur en 1588 et le plus jeune de leurs fils devient seigneur du lieu. En 1738, Claude de Namur transmet Berzée aux Trazegnies, qui la conservent jusqu’à la fin de l’Ancien Régime.
En 1653 a lieu un procès de sorcellerie suivi d’un incendie allumé par les troupes du prince de Condé, auquel les villageois ont refusé de payer une sauvegarde de 300 pistoles. Trois ans plus tard, Berzée ne compte plus que deux ou trois habitants.
L’économie du village a toujours reposé sur l’agriculture. On y a extrait du minerai de fer. Une platinerie a été établie au début du XIXe siècle puis à la fin du même siècle, un four à chaux qui employait une dizaine d’ouvriers. Le chemin de fer arrive en 1848.
Un embranchement vers Laneffe est créé avec traction chevaline : ainsi, Eugène Gremez, contrôleur du Service des Transports, qui va coordonner l'ouverture de la 1re section de la ligne du chemin de fer de l'Entre-Sambre-et-Meuse (entre Marchienne et Walcourt) le 1er décembre 1848, signe un contrat avec un habitant de Thy-le-Château dans ce but.

## Patrimoine, religion et folklore

### Patrimoine
- L'église actuelle est consacrée en 1584, le clocher est achevé en 1612. Remanié en 1766, l'édifice est entièrement restauré en 1951 par Simon Brigode[6]. Il a été classé par Arrêté Royal du 20 octobre 1947. L'église de Berzée est le siège d'un culte marial extrêmement populaire, celui de Notre-Dame de Grâce, instauré en 1909.
- Maison communale, rue Bout-de-la-Haut. Bâtisse de style néo-classique du 1er tiers du XIXe siècle[7].
- Le presbytère, rue Bout-de-la-Haut date de 1759[8].
- Le château-fort dit aussi de Trazegnies, du nom de la famille qui était propriétaire de 1761 à 1848, dont les plus anciens vestiges remontent au XIIIe ou au XIVe siècle, a été transformé en demeure seigneuriale en 1622[7]. Le château fut restaurée en 1955[7]. Il a été classé par arrêté royal du 4 octobre 1974[9].

### Religion: Notre Dame de Grâce

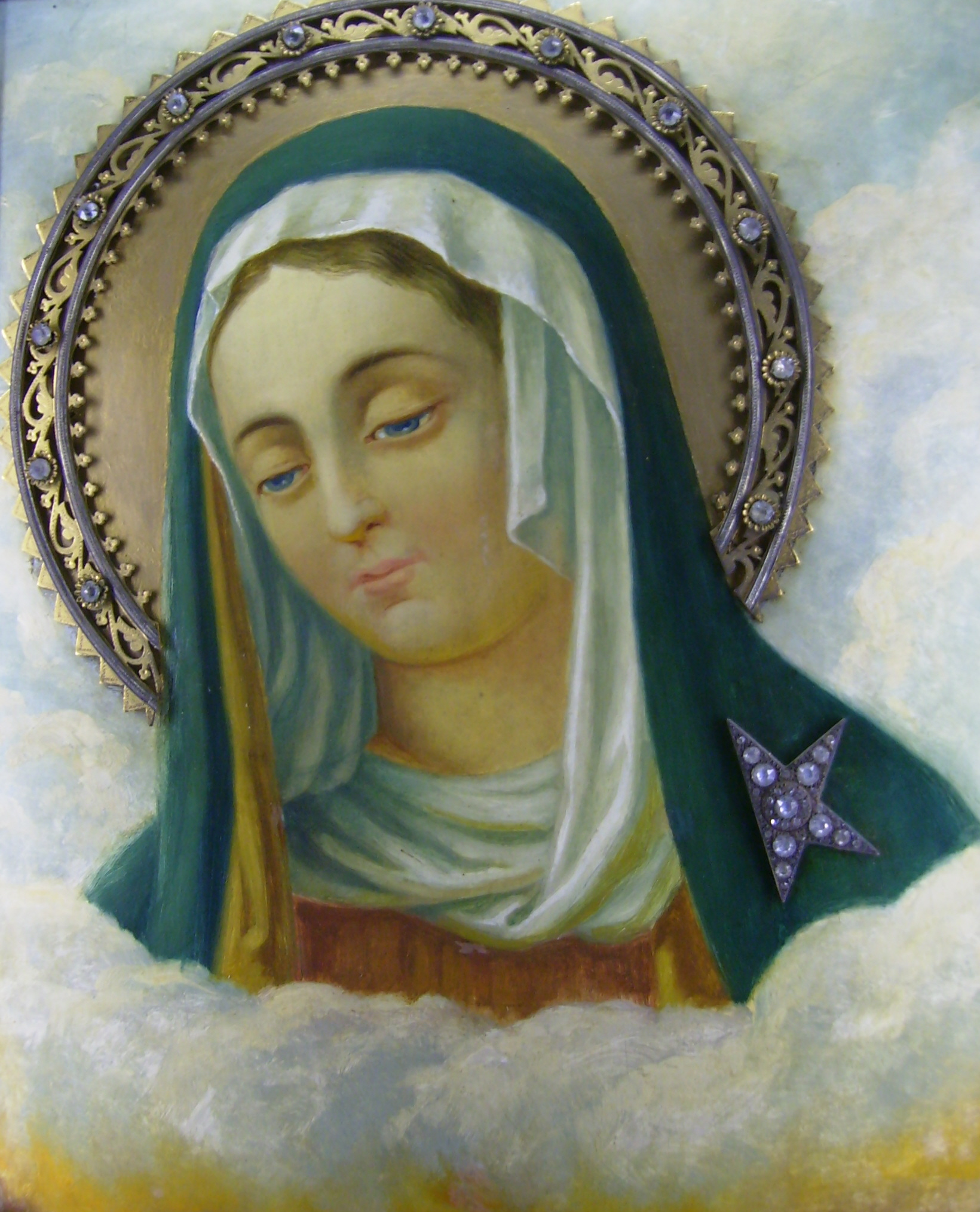
Notre-Dame de Grâce.

Le culte à cette Vierge prend naissance à Rome lorsqu’en 1609, Dominique de Jésus-Marie, le 5e général des carmes-déchaussés, retire d’un tas de décombres une peinture de Notre-Dame, qu’il restaure. D’après la tradition, la Vierge aurait souri au peintre pour le remercier.
Bientôt, cette représentation fait l’objet d’une grande dévotion. Elle devient ensuite la propriété du duc de Bavière et finalement, elle arrive à Vienne.
En Belgique, son culte est propagé par les  carmes de Mons. Une image est ainsi accueillie quelques jours à Berzée le 4 novembre 1909 par l’abbé Vital Prélat (décédé en 1945), Révérend curé pendant 42 ans. Le 11 juin suivant, une association pieuse est érigée dans l’église, où la fête de cette Vierge, implorée pour les âmes du purgatoire, est fixée au 2e dimanche de juillet, ponctuée par un pèlerinage annuel.
Notre-Dame de Grâce de Berzée devient très célèbre dans toute la Belgique et même au-delà des frontières du pays. Elle est très vite reconnue comme celle qui guérit. En effet, une multitude d'ex-voto tapissent l'église du petit village.
Aujourd’hui, il ne se passe pas un jour sans que des pèlerins ne viennent se recueillir devant l’Image avec une profonde confiance et dévotion.
Cette peinture sur bois mesure 70 cm. La figure de Marie est extrêmement douce et gracieuse, calme et recueillie, son sourire est si expressif qu'on dirait qu'elle va parler. La robe est d'un rouge délicat et le manteau bleu descend en plis gracieux de la tête sur les épaules.
Un léger voile blanc encadre la figure et le cou. Sur l'épaule gauche brille une étoile d'or, signe de la maternité divine.
Une copie de ce tableau fut commandée par une religieuse des sœurs Fransiscaines de Notre-Dame des Anges, qui avait été en poste pendant trois ans à Berzée. Léona Degallaix, connue sous le nom de Sœur (Marie) Julie, l'a offerte en 1922 à l'église paroissiale dont dépend l'école Saint-Joseph d'Ohain (Lasne).